# 金沢市立大徳小学校
金沢市立大徳小学校（かなざわしりつ だいとくしょうがっこう、英語: Kanazawa Municipal Daitoku Elementary School）は、石川県金沢市松村に所在する公立小学校。

## 沿革
《主要な出典：》
- 1873年（明治06年）2月 - 観音堂（現在の金沢市観音堂町）に観音堂小学校[4]創設。
- 1876年（明治09年）2月 - 松（現在の金沢市松村、松村町）に松小学校[4]創設。
- 1886年（明治19年）4月 - 観音堂の方を大野西尋常小学校、松の方を大野東尋常小学校と称す。
- 1902年（明治35年）4月 - 両校を合併し、大野尋常小学校と改称（両校舎を使用）。
- 1909年（明治42年）10月 - 現在の位置に校舎を新築。
- 1914年（大正03年）4月 - 高等科を併設。大野高等尋常小学校と改称。
- 1941年（昭和16年）4月1日 - 国民学校令実施により大野国民学校と改称。
- 1943年（昭和18年）12月1日 - 大野村の金沢市編入に伴い、金沢市大徳国民学校と改称。
- 1947年（昭和22年）4月1日 - 学制改革により金沢市立大徳小学校と改称。
- 1972年（昭和47年）12月 - 創立100周年記念式挙行。
- 1976年（昭和51年）6月 - 新校舎竣工式。
- 1979年（昭和54年）4月1日 - 木曳野小学校が開設される（大徳小学校から分離）。
- 1992年（平成04年）12月 - 創立120周年記念式挙行。
- 1998年（平成10年）8月 - だいとく学級新設。
- 2011年（平成23年）3月 - 増築棟（新館）完成。

## 卒業生
- 炎鵬友哉（大相撲力士）

## 学区
藤江町、藤江北1丁目、藤江北2丁目、藤江北3丁目、藤江北4丁目、藤江南1丁目、藤江南2丁目、藤江南3丁目、畝田東1丁目、畝田東2丁目、畝田東3丁目、畝田東4丁目、松村町、松村1丁目、松村2丁目、松村3丁目、松村4丁目、松村5丁目、松村6丁目、松村7丁目、二ツ寺町（ロに限る）、赤土町（リに限る）、駅西本町6丁目（15番6号～15番17号に限る）

## 進学先中学校
- 金沢市立大徳中学校[6]

## 周辺

### 文教関係
- 金沢市立工業高等学校
- 石川県立金沢西高等学校
- 金沢海みらい図書館